# Marco Firpo
Marco Firpo (fl. XX secolo) è stato un calciatore italiano, di ruolo mezzala.

## Carriera
Giocò il campionato di Prima Divisione 1923-1924 nel Brescia con 12 presenze e 2 gol, realizzati con la Virtus Bologna e con il Livorno. L'esordio con le rondinelle avvenne a Bologna il 7 ottobre 1923 in Virtus Bologna-Brescia (1-2).
Giocò la stagione 1925-1926 con il Torino.